# Минкенен, Валерий Хаканович
Валерий Хаканович Минкенен (фин. Valeri Minkenen; род. 9 апреля 1989, Ленинград, СССР) — финский футболист, полузащитник. Имеет также российское гражданство.

## Биография
Родился в Ленинграде в семье ингерманландских финнов, в детстве переехал в Финляндию. Воспитанник клуба «ХИК» (Хельсинки). Взрослую карьеру начал в 2005 году в команде «Клуби-04» (Хельсинки), выступавшей в третьем и втором дивизионах Финляндии.
В первой половине сезона 2007 года играл на правах аренды за «Оулу», сыграл 10 матчей в высшем дивизионе, а его клуб в итоге финишировал на последнем месте. В 2008 году перешёл в клуб высшего дивизиона «Хака» (Валкеакоски), где провёл два сезона. В составе «Хаки» летом 2008 года сыграл 4 матча и забил один гол в Лиге Европы. В феврале 2010 года играл за «КуПС» (Куопио) в Кубке финской лиги, но покинул команду до старта чемпионата.
В марте 2010 года перешёл в эстонский клуб «Флора» (Таллин). Дебютный матч за клуб сыграл 6 марта 2010 года в рамках Суперкубка Эстонии, в котором «Флора» уступила «Левадии». В чемпионате Эстонии дебютировал спустя три дня — 9 марта в игре против «Калева Силламяэ», и в этой же игре забил свой первый гол, реализовав пенальти и принеся своему клубу победу. Всего в составе «Флоры» провёл три сезона, сыграв 96 матчей и забив 25 голов в чемпионатах Эстонии, также сыграл 6 матчей в еврокубках. Стал двукратным чемпионом страны, обладателем Кубка и двукратным обладателем Суперкубка Эстонии.
В 2013 году вернулся в Финляндию и провёл сезон во втором дивизионе за «КооТееПее» (Котка). В первой половине 2014 года играл в высшем дивизионе за «МюПа-47» (Коувола), также провёл за клуб 4 матча в Лиге Европы. В сентябре 2014 года перешёл в «КТП» (Котка), с которым в том же сезоне стал серебряным призёром второго дивизиона и в 2015 году играл в высшем дивизионе, где клуб стал предпоследним. По состоянию на 2015 год - капитан команды КТП. В 2016 году футболист продолжал играть за КТП во втором дивизионе, но и там клуб занял предпоследнее место и понизился в классе. В 2017 году игрок вернулся в свой первый клуб — «Клуби-04», выступавший в третьем дивизионе, стал его лучшим бомбардиром в сезоне (14 голов) и помог клубу повыситься в классе. По окончании сезона завершил карьеру.
Всего в высшем дивизионе Финляндии сыграл 75 матчей и забил 5 голов.
Выступал за сборные Финляндии младших возрастов, сыграл более 40 матчей. Был капитаном сборной 17-летних.

## Достижения
- Чемпион Эстонии: 2010, 2011
- Обладатель Кубка Эстонии: 2010/11
- Финалист Кубка Эстонии: 2009/10
- Обладатель Суперкубка Эстонии: 2011, 2012